# Vannecrocq
Vannecrocq é uma comuna francesa na região administrativa da Normandia, no departamento de Eure. Estende-se por uma área de 5 km². Em 2010 a comuna tinha 165 habitantes (densidade: 33 hab./km²).